# Zafernhorn

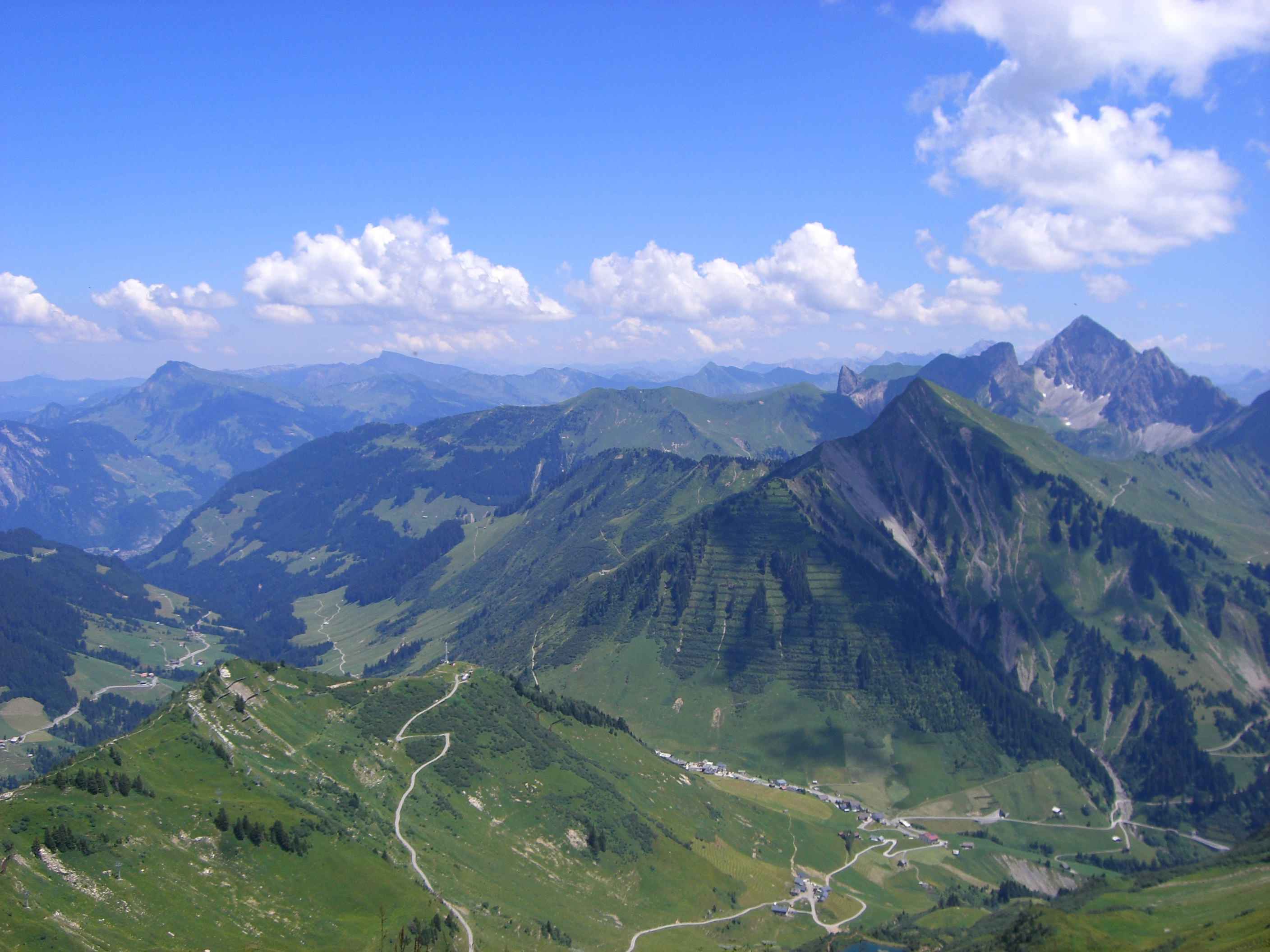
Blick vom Glatthorn aufs Faschinajoch und Zafernhorn

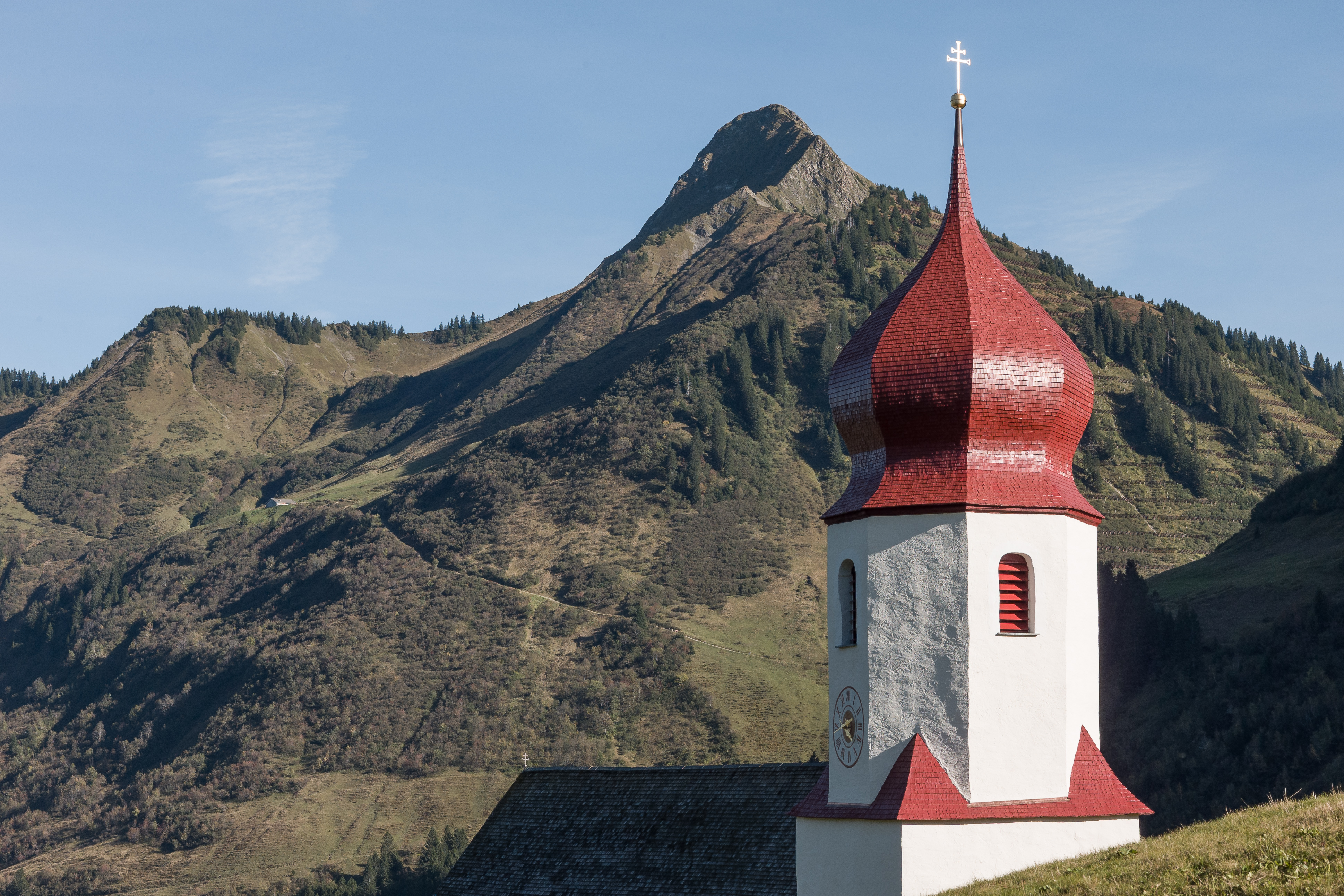
Zafernhorn von Damüls aus

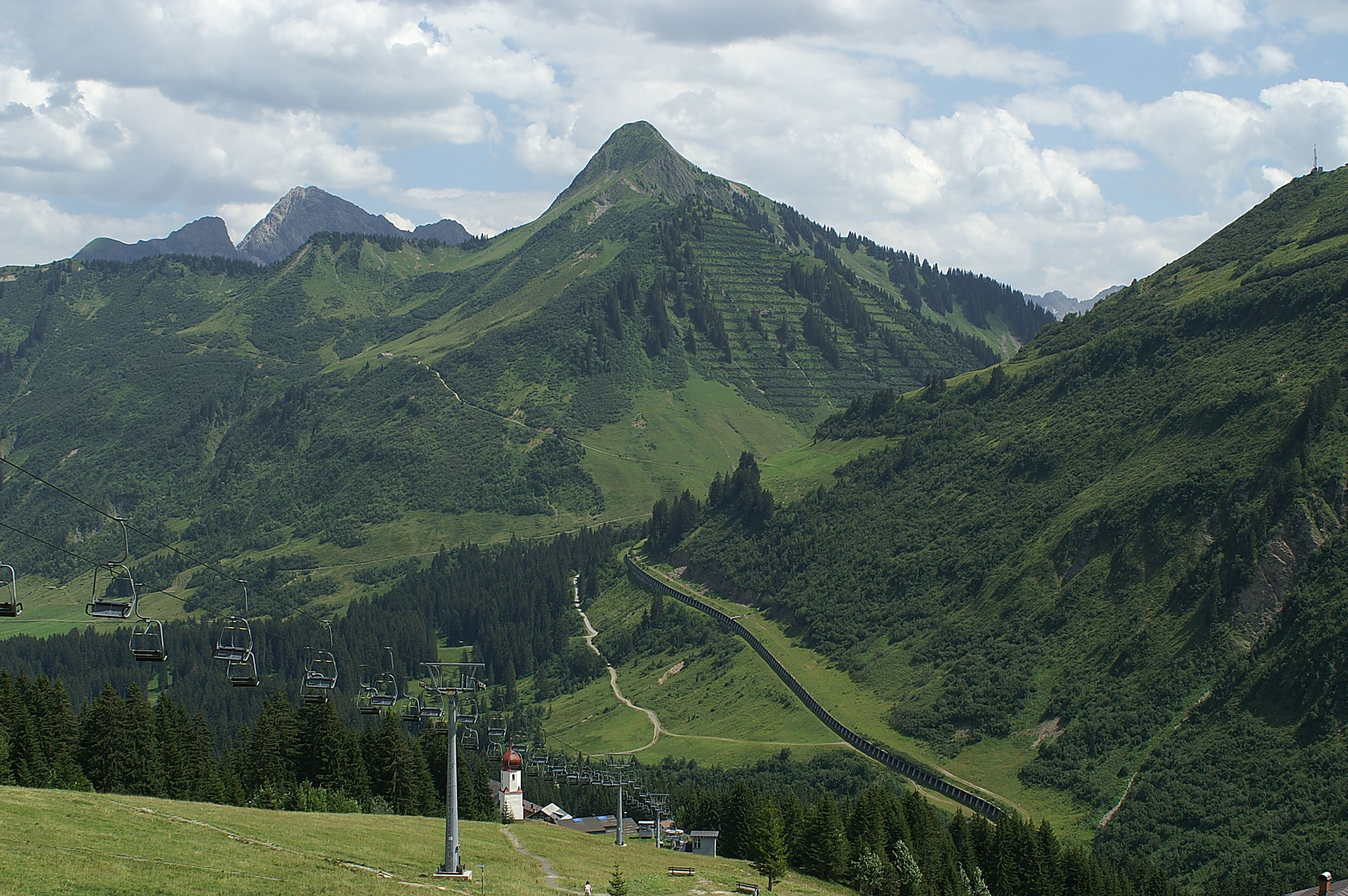
Blick auf das Zafernhorn von Nordwesten

Das Zafernhorn ist ein 2107 m ü. A. m hoher Berg im Lechquellengebirge in Vorarlberg, Österreich.

## Lage
Politisch liegt das Zafernhorn im Gemeindegebiet von Fontanella, im Bezirk Bludenz. Vom Gebirge her liegt es in der Zitterklapfengruppe im Norden des Lechquellengebirges. Regional gesehen liegt es an der Grenze zwischen Bregenzerwald und Großem Walsertal.

## Beschreibung
Der Berg hat eine markante Spitze und fällt auf alle Seiten steil ab.

## Umgebung
Der Berg ist morphologisch klar abgegrenzt. Nordseitig liegt das Damülser Tal mit dem Argenbach. Nach Südost, dann nach Osten zieht über das Furklajoch der Hauptkamm der Zitterklapfengruppe. Nach Süden fällt das Gelände ab bis zum Seebergbach. Im Westen liegt das Faschinajoch.
Benachbarte Gipfel sind jenseits des Faschinajochs der Hahnenkopf (1772 m ü. A.) und das Sonnenköpfle südlich davon. Jenseits des Fürklajochs sind die Hochschere (2013 m ü. A.) und die Blasenka (2004 m ü. A.).
Höhere Berge sind das Glatthorn (2133 m ü. A.) 3,5 km westlich und der Zitterklapfen (2403 m ü. A.) 3,5 km östlich.

## Wandern
Der Zafernrundweg rund um den Berg dauert dreieinhalb Stunden. Von der Faschina führt der Weg im Uhrzeigersinn zur Bartholomäusalpe genau nördlich des Gipfels, weiter über das Gumpener Grätle (1840 m ü. A.) zum Furklajoch (1874 m ü. A.). Dort befindet sich auch der Güterweg zur Zafernalpe. Vom Furklajoch führt ein steil ansteigender Weg am Südhang entlang des Grates zum Gipfel. Der Rundweg geht weiter zum Zafernmaisäß, zur Oberen Waldalpe und wieder nach Faschina.
Der Aufstieg von der Faschina auf den Gipfel dauert zweieinhalb Stunden.

## Naturschutz
Das Zafernhorn liegt im UNESCO-Biosphärenpark Großes Walsertal. Auf der Ostseite, im Bereich der Zafernalpe sind mehrere Biotope, die zusammengefasst Moor bei der Zafera-Alpe genannt werden, es sind Quell-, Flach- und Hangmoore, Magerweiden und alpine Biotopkomplexe mit über 50 ha Größe.